# Eine versunkene Welt
Eine versunkene Welt is een Oostenrijkse dramafilm uit 1922 onder regie van Alexander Korda. Destijds werd de film in Nederland uitgebracht onder de titel De val van een koningshuis.

## Verhaal
Hertog Peter geeft uit liefde voor danseres Anny Lind zijn privileges en zijn recht op de troon op. Op een schip wil hij zijn sociale ideeën ten uitvoer brengen. Alle klassenverschillen worden er opgeheven en alleen de liefde is nog van tel. De bemanning en Anny begrijpen zijn ideeën niet. Bovendien begint Anny een affaire met een viriele matroos. Uit wanhoop laat hertog Peter het schip op de klippen lopen.

## Rolverdeling
| Acteur           | Personage         |
| ---------------- | ----------------- |
| Alberto Capozzi  | Hertog Peter      |
| Karl Baumgartner | Groothertog       |
| Olga Lewinsky    | Hertogin-moeder   |
| Maria Palma      | Anny Lind         |
| Harry de Loon    | Adjudant Ridarsky |
| Max Devrient     | Kamerheer Bartel  |
| Victor Varconi   | Matroos Vannoni   |
| Gyula Szőreghy   |                   |
| Paul Lukacs      |                   |
| Tibor Lubinszky  |                   |
| Ernst Arndt      |                   |
| Ludi Salm        |                   |